# شمسان (الخبت)

تعديل مصدري - تعديل

شمسان هي إحدى قرى عزلة جبع بمديرية الخبت التابعة لمحافظة المحويت، بلغ تعداد سكانها 144 نسمة حسب تعداد اليمن لعام 2004.